# اللغة البلتية
اللغة البلتية لغة متحدثة في باكستان والهند. يتمركز متحدثوها في منطقة بلتستان وولاية لداخ.